# Капітанська дочка
«Капіта́нська дочка́» (рос. «Капита́нская до́чка») — історичний роман (або повість) російського поета Олександра Пушкіна, дія якого відбувається під час повстання Омеляна Пугачова. Вперше опублікований без вказівки імені автора в 4-й книжці журналу «Современник», що надійшла в продаж в останній декаді 1836 року.

## Сюжет
На схилі років поміщик Петро Андрійович Гриньов веде розповідь про бурхливі події своєї молодості. Дитинство своє він провів у батьківському маєтку в
Симбірській губернії, поки в 17 років строгий батько — офіцер у відставці — не розпорядився відправити його служити в армію: «Годі йому бігати по дівочим та лазити на голубники».
Волею долі по дорозі до місця служби молодий офіцер зустрічається з Омеляном Пугачовим, який тоді був прост, нікому не відомим козаком-втікачем. Під час бурану той погоджується проводити Гриньова з його старим слугою Савельїчем до заїжджого двору. На знак вдячності за послугу Петро віддає йому свій заячий тулуп.
Приїхавши на службу в прикордонну Білогірську фортецю, Петро закохується в дочку коменданта фортеці, Машу Миронову. Товариш по службі Гриньова, офіцер Олексій Швабрін, з яким він познайомився вже в фортеці, теж виявляється небайдужий до капітанської дочки і викликає Петра на дуель, в ході якої завдає Гриньову поранення. Про поєдинок стає відомо батькові Петра, який відмовляється благословити шлюб з дівчиною без приданого.
Тим часом, розгорається пугачовщина, яку сам Пушкін характеризував як «російський бунт, безглуздий і нещадний». Пугачов зі своїм військом атакує і захоплює фортецю в оренбурзькому степу; дворян страчує, а козаків призиває до свого війська. Батьки Маші гинуть від рук бунтівників; Швабрін присягає Пугачову, а Гриньов відмовляється. Від вірної кари його рятує Савельїч, звернувшись до Пугачова. Той впізнає людину, яка йому допомогла взимку, і дарує йому життя.
На пропозицію вступити до війська Пугачова Гриньов не погоджується. Він їде до обложеного повстанцями Оренбурга і воює проти Пугачова, але одного разу отримує лист від Маші, яка залишилася в Бєлогорській фортеці через хворобу. З листа він дізнається, що Швабрін хоче насильно на ній одружитися. Гриньов без дозволу залишає службу, прибуває в Бєлогорську фортецю і за допомогою Пугачова рятує Машу. Пізніше, за доносом Швабріна, його заарештовують вже урядові війська. Гриньова засуджують до страти, заміненої на заслання до Сибіру на вічне поселення. Після цього Маша їде в Царське Село до Катерини II і вимолює прощення нареченому, розповівши все, що знала, і зауваживши, що П. А. Гриньов не зміг виправдатися перед судом тільки тому, що не хотів вплутувати її.

## Праця над книгою
«Капітанська дочка» належить до числа творів, якими російські письменники 1830-х років відгукнулися на успіх перекладених романів Вальтера Скотта. Пушкін планував написати історичний роман ще в 1820-ті роки (див. «Арап Петра Великого»). Першим з історичних романів на російську тему побачив світ «Юрій Милославський» М. М. Загоскіна (1829). Зустріч Гриньова з вожатим, на думку пушкінознавців, веде до аналогічної сцени в романі Загоскіна.
Задум повісті про пугачовську епоху визрів під час роботи Пушкіна над історичною хронікою — «Історією Пугачовського бунту». У пошуках матеріалів для своєї праці Пушкін їздив на Південний Урал, де розмовляв з очевидцями грізних подій 1770-х років. За словами П. В. Анненкова, «стислий і тільки по зовнішності сухий виклад, прийнятий ним в „Історії“, знайшло як ніби додаток в зразковому його романі, що має теплоту і красу історичних записок», в романі, «який представляв іншу сторону предмета — сторону традицій і звичаїв епохи».. Ще одним джерелом роману послужила новела оренбуржця О. П. Крюкова «Розповідь моєї бабусі».
«Капітанська дочка» була написана між ділом, серед робіт над пугачовщиною, але в ній більше історії, ніж в «Історії бунту», яка здається довгою пояснювальною приміткою до роману. — В. О. Ключевський

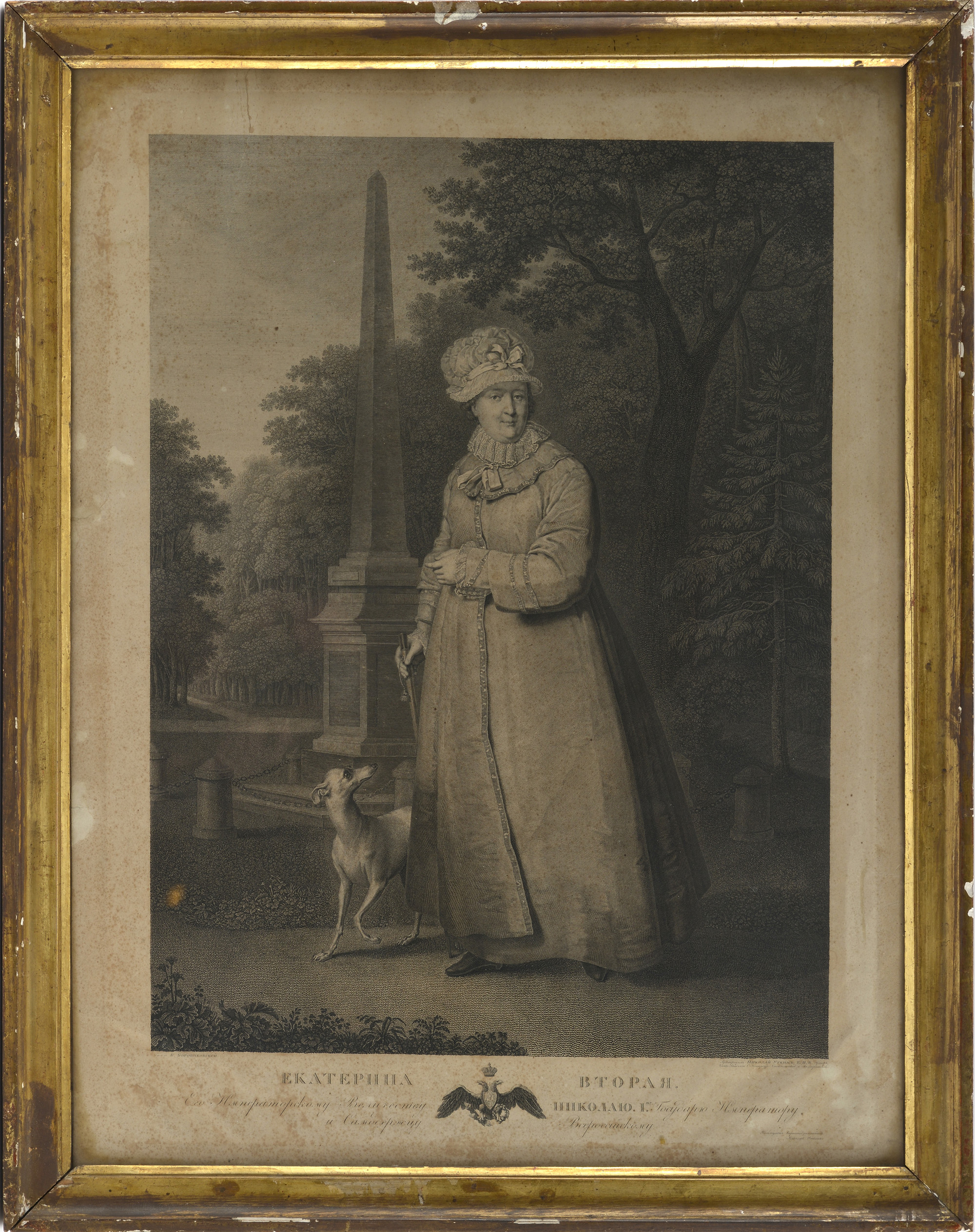
Катерина II на гравюрі М. Уткіна

Влітку 1832 року Пушкін мав намір зробити героєм роману офіцера, який перейшов на бік Пугачова, — Михайла Шванвича (1749—1802), об'єднавши його з батьком, який був вигнаний з лейб-кампанії після того, як розрубав палашом в трактирній сварці щоку Олексія Орлова. Ймовірно, задум твору про дворянин, який подався через особисту образу в розбійники, втілився в результаті в романі «Дубровський», дія якого була перенесена в сучасну епоху.
При написанні повісті використана історія відставного поручика Олексія Гриньова — поміщика села Солдатське Бєлгородської губернії. Після придушення повстання Омеляна Пугачова О. Гриньова звинуватили в зв'язках з представниками бунтівників, які схиляли населення губернії на сторону повсталих, і заарештували. Але незабаром він був відпущений додому за особистим розпорядженням імператриці Катерини II.
Пізніше Пушкін надав оповіданню форму мемуарів, а оповідачем і головним героєм зробив дворянина, який зберіг вірність обов'язку, незважаючи на спокусу перейти на сторону бунтівників. Історична постать Шванвича, таким чином, роз'єдналася на образи Гриньова і його антагоніста — «відверто умовного» лиходія Швабріна.
Сцена зустрічі Маші з імператрицею в Царському Селі була, очевидно, підказана історичним анекдотом про милість Йосифа II до «дочки одного капітана». Нестандартний, «домашній» образ Катерини, намальований в повісті, заснований на гравюрі М. Уткіна з відомого портрета Боровиковського (виконаного, втім, набагато пізніше подій, зображених у повісті).

## Вальтер-скоттівські мотиви
Багато сюжетні положення «Капітанської дочки» перегукуються з романами Вальтера Скотта, на що вказував, зокрема, М. Чернишевський. В Савельїчі ще Бєлінський побачив «російського Калеба». Комічний епізод з рахунком Савельїча Пугачову має аналог в «Пригодах Найджела» (1822). У царськосільській сцені «дочка капітана Миронова поставлена в однакове становище з героїнею „Единбурзької в'язниці“» (1818), — вказував свого часу О. Д. Галахов.
У «Роб-Рої» батько закликає сина, як і Гриньов, раптово вирішивши, що той в літах (you are nearly of age), і негайно відправляє його з дому в Північну Англію. Аналогічний епізод є і на початку «Веверлі» — романі, і в подальшому також близькому «Капітанській дочці». Тут, в розділі II Едуард Веверлі, ставши офіцером, прощається з сімейством і їде в полк. Пушкін, як і Скотт, надає своєму герою рекомендаційний лист до «старовинного товариша і друга», відтворюючи самий текст листа (до барона Бредвардейна — до генерала Р.). — Д. П. Якубович
До романів Скотта веде і розгорнута система епіграфів зі «старовинних пісень», і оформлення оповідання післямовою фіктивного видавця.

## Публікація і перші відгуки
«Капітанська дочка» була опублікована за місяць до загибелі автора в журналі «Современник», який видавався ним, під виглядом записок покійного Петра Гриньова. З цього і наступних видань роману з цензурних міркувань була вилучена глава про бунт селян в селі Гриньова, що збереглася в чернетковому рукописі. До 1838 року ніяких друкованих відгуків щодо повісті не було, проте Гоголь в січні 1837 року відзначав, що вона «справила загальний ефект». О. І. Тургенєв писав 9 січня 1837 року К. Я. Булгакову:
«Повість Пушкіна… так тут прославилася, що Барант, не на жарт, пропонував автору, при мені, перевести її на французьку з його поміччю, але як він висловить оригінальність цього стилю, цієї епохи, цих характерів староросійських і цієї дівочої російської принади — які накидані у всій повісті? Головна принадність в оповіданні, а розповідь переказати іншою мовою — важко»
Незадовго до публікації П. А. Вяземський, який чув роман в авторському читанні в садибі Остаф'єво, надіслав Пушкіну дрібні зауваження щодо фактології. Пушкін просив критики і у князя В. Ф. Одоєвського, який відповідав в січневому листі:
«Пугачов занадто скоро, після того як про нього в перший раз говориться, нападає на фортецю; збільшення чуток не досить розтягнуто — читач не має часу побоятися за жителів Бєлогорської фортеці, коли вона вже і взята. Савельїч диво! Ця особа найтрагічна, тобто якого більше всіх шкода в повісті. Пугачов чудовий; він намальований майстерно. Швабрін накиданий прекрасно, але тільки накиданий; для зубів читача важко пережувати його перехід з гвардії офіцера в спільники Пугачова. Маша так довго в його владі, а він не користується цими хвилинами»

## Наступні відгуки та думки

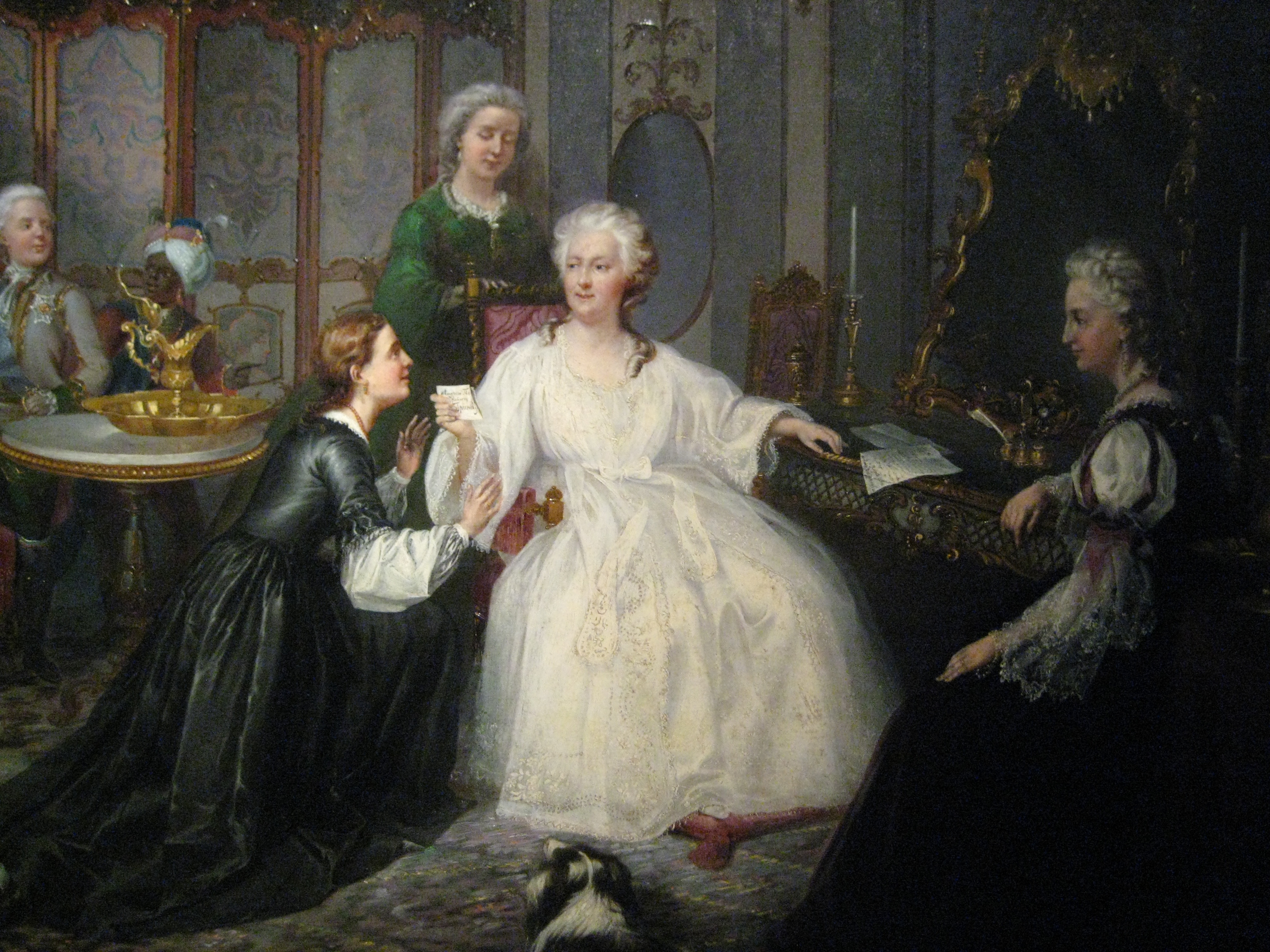
Імператриці передають лист Маші (з картини 1861 року)

М. Страхов відзначав схожість «сімейних записок» Гриньова з «Сімейною хронікою» С. Аксакова і з жанром сімейної хроніки взагалі: це розповідь про сімейні стосунки, «про те, як Петро Гриньов одружився з дочкою капітана Миронова», де почуття нареченого і нареченої ясні з самого початку і тільки всякі випадковості перешкоджають їх одруженню. Втім, поєднання історичної та сімейної хроніки характерно і для романів Вальтера Скотта.
Традиційні для вальтерскоттівців мотиви вдало перенесені Пушкіним на російський ґрунт: «За розміром не більше, ніж одна п'ята середнього роману Вальтера Скотта. Манера розповіді — стисла, точна, економна, хоча і більш простора і некваплива, ніж в пушкінських повістях», — зазначає Д. Мирський. На його думку, «Капітанська дочка» більше інших творів Пушкіна вплинула на становлення реалізму в російській літературі — це «реалізм, економний в засобах, стримано гумористичний, позбавлений будь-якого натиску».
Обговорюючи стилістику повісті, М. Греч в 1840 році писав, що Пушкін «з дивним мистецтвом вмів схопити і висловити характер і тон середини XVIII століття». Якщо б Пушкін не підписався під повістю — «і справді можна б подумати, що це справді написала якась старовинна людина, колишній очевидець і герой описаних подій, до того розповідь наївна і не штучний», — погоджувався з ним Ф. Достоєвський. Захоплений відгук залишив про роман М. В. Гоголь:
«Рішуче кращий російський твір в розповідному роді. Порівняно з „Капітанської дочкою“ всі наші романи і повісті здаються нудотною розмазнею. <…> У перший раз виступили істинно російські характери: простий комендант фортеці, капітанша, поручик; сама фортеця з єдиною гарматою, безладдя часу і проста велич простих людей»
Високу оцінку «Капітанській дочці» дав Михайло Катков:
«„Капітанська Дочка“ становить блискуче виключення з оповідної прози Пушкіна. У цій повісті є розвиток, цілість і багато прекрасного. Заняття матеріалами для історії Пугачовского бунту не залишилося в Пушкіні безплідним. „Капітанська Дочка“ незрівнянно більше знайомить нас з епохою, місцями з характером осіб і подій, ніж сама історія Пугачовського бунту, написана Пушкіним»
Зарубіжні критики далеко не такі одностайні в своїх захопленнях з приводу «Капітанської дочки», як російські. Зокрема, суворий відгук про твір приписується ірландському письменникові Джеймсу Джойсу:
«У цій повісті ні грама інтелекту. Непогано для свого часу, але в наш час люди куди складніше. Не можу зрозуміти, як можна захоплюватися настільки примітивною продукцією — казками, які могли забавляти когось в дитинстві, про бійців, лиходіїв, доблесних героїв і коней, що скачуть по степах з прихованою в куточку прекрасною дівчиною років сімнадцяти від роду, яка тільки й чекає, що її врятують в потрібний момент»

## Дійові особи

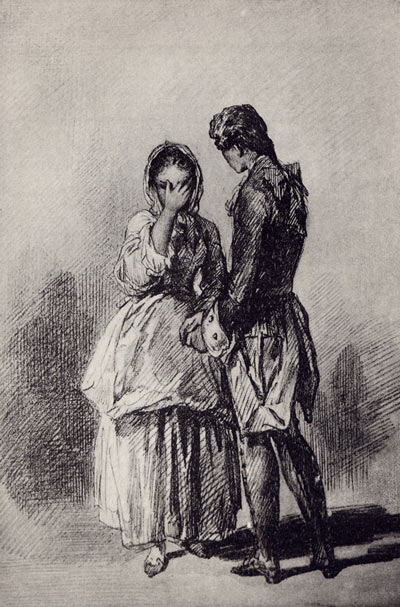
Маша і Гриньов. Малюнок П. П. Соколова.

- Петро Андрійович Гриньов[26] — 17-річний дворянин, ще будучи в утробі матері записаний в гвардії Семеновський полк; під час описуваних в повісті подій — прапорщик. Якраз він і веде розповідь для своїх нащадків в правління Олександра I, пересипаючи розповідь старомодними сентенціями.[11] У чорновій версії містилася вказівка, що Гриньов помер в 1817 році.[16]:168 За оцінкою Бєлінського, це «нікчемний, бездушний характер»,[27] який потрібен автору як неупереджений свідок вчинків Пугачова.[11] Однак на думку Ю. М. Лотмана — в Петра Андрійовича Гриньова «є щось, що привертає до нього симпатії автора і читачів: він не вкладається в рамки дворянської етики свого часу, для цього він занадто людяний».[28]:276
- Колоритна постать Омеляна Пугачова, в якому М. Цвєтаєва бачила «єдину дійову особу» повісті,[29] яка дещо затуляє собою Гриньова. П. І. Чайковський довгий час виношував задум опери до «Капітанської дочки»,[30] але відмовився від нього через побоювання, що цензура буде «затруднена пропустити таку сценічну виставу, з якої глядач буде йти абсолютно зачарованим Пугачовим», бо той виведений у Пушкіна «по суті дивно симпатичним лиходієм».[31]
- Олексій Іванович Швабрін, антагоніст Гриньова, — «молодий офіцер невисокого зросту з обличчя смуглявим і відмінно негарним» і волоссям, які «чорні як смола». На час появи Гриньова в фортеці вже п'ять років як був переведений з гвардії за дуель. Славиться вільнодумцем, знає французьку, розбирається в літературі, але у вирішальний момент змінює присязі і переходить на сторону бунтівників. По суті, суто романтичний негідник[K 5] (за зауваженням Мирського, це взагалі «єдиний у Пушкіна негідник»[1]).
- Марія Іванівна Миронова — «дівчина років вісімнадцяти, круглолиця, рум'яна, з світло-русявим волоссям, гладко зачесаним за вуха»; дочка коменданта фортеці, що дала назву всій повісті. «Одягалася просто і мило». Щоб врятувати коханого, їде в столицю і кидається в ноги цариці. Як зауважив князь Вяземський, образ Маші лягає на повість «втішним і світлим відтінком» — як своєрідна варіація на тему Тетяни Ларіної.[32] У той же час Чайковський нарікає: «Марія Іванівна недостатньо цікава і характерна, бо вона бездоганно добра і чесна дівчина і більше нічого».[31] «Порожнє місце всякого першого кохання», — вторить йому Марина Цвєтаєва.[33]
- Архип Савельїч — придворний Гриньових, з п'яти років приставлений до Петра як дядько. Поводиться з 17-річним офіцером, як з малолітнім, пам'ятаючи наказ «дивитися за дитям».[34] «Вірний холоп», але позбавлений холопства морального — прямо виражає незручні думки в обличчя і панові, і Пугачову. Образ самовідданого слуги прийнято відносити до найбільш вдалого в повісті. У його наївних клопотах щодо заячого кожуха помітні сліди типажу комічного слуги, характерного для літератури класицизму.
- Капітан Іван Кузьмич Миронов — комендант Бєлогорської фортеці, бадьорий старий високого зросту. Виходець із солдатських дітей, який не отримав ніякої освіти. За сорок років служби придбав репутацію хорошого офіцера. Вдома носить ковпак і китайчастий халат. У всьому майже підкоряється волі розумної і проникливої дружини. Як зауважила Цвєтаєва, «тип майже комічний, якби не довелося йому на наших очах з честю померти». Ю. Айхенвальд відзначає духовну спорідненість капітана Миронова зі штабс-капітаном Максимом Максимовичем у Лермонтова і капітаном Тушиним у Толстого: він «краще всіх втілює цю скромну велич, цей найвищий героїзм простоти», який виростає у Пушкіна «з буднів, зі скромного і неефектного матеріалу»[35].
- Василиса Єгорівна Миронова — дружина коменданта, «старенька в тілогрійці і з хусткою на голові», власниця єдиної кріпачки дівки Палажки. Має репутацію «прехороброї дами». «На справи служби дивилася, як на свої хазяйські, і управляла силою так точно, як і своїм домом». Вважала за краще загинути поруч з чоловіком, чим від'їзд в безпечне губернське місто. За оцінкою Вяземського, цей образ подружньої вірності «вдало і правильно схоплений пензлем майстра».[32]

## Пропущений розділ
Цей розділ належить до найперших редакцій роману. У ньому Гриньов має прізвище Буланін, а Зурін — Гриньов. Село Гриньових захопив Швабрін і люди Пугачова. У селі розпочався бунт проти колишніх господарів. Їх усіх в тому числі і Машу тримають у винному погребі. Буланіну вдається силою пробратись туди, але його теж закривають разом з полоненими. Згодом відбувається облога погребу, при якій Буланін-старший стріляє в Швабріна. Слабким голосом Швабрін наказує вбити полонених, але з'являється Гриньов із солдатами і легко отримує перемогу. Швабріна доправляють в Казанську комісію, для розгляду його справи. Буланін-старший прощає своїх кріпаків, що прийшли каятись до нього. Буланін-молодший радий, що може щасливо зажити зі своєю нареченою Марією Іванівною.

## Адаптації
- 1928 — «Гвардії сержант» («Капітанська дочка»), реж. — Юрій Тарич (СРСР);
- 1934 — «Волга у вогні», реж. — В'ячеслав Туржанський (Франція, Чехословаччина);
- 1947 — «Капітанська дочка», реж. — Маріо Камеріні (Італія);
- 1958 — «Буря» (Італія, Франція, Югославія), реж. — Альберто Латтуада;
- 1958 — «Капітанська дочка», фільм Володимира Каплуновського (СРСР);
- 1965 — «Капітанська дочка»/«La figlia del capitano» (міні-серіал, Італія). Режисер — Леонардо Кортезе;
- 1976 — «Капітанська дочка», телевистава Павла Рєзникова (СРСР);
- 2000 — «Російський бунт», реж. — Олександр Прошкін;
- 2005 — «Капітанська дочка», анімаційний фільм Катерини Михайлової.

Опери на сюжет «Капітанської дочки» склали Цезар Кюї (1909), Сигізмунд Кац (1941), Дмитро Толстой (1976) і Михайло Коллонтай (1995—1998). У 2003 році відбулася прем'єра балету «Капітанська дочка», музику до якого написав Тихон Хрєнников.

## Переклади українською
Українською мовою повість уперше видано 1930 року харківським видавництвом «Книгоспілка» в перекладі А. І. Харченка.
Інші переклади
- Олександр Пушкін. Дубровський. Капітанська дочка: Романи. Переклад з російської: Олесь Гончар та Іван Сенченко; післямова: О. Федосенко. Київ: Молодь, 1981. 192 стор. (Серія «Джерело»).
- Олександр Пушкін. Капітанська дочка (адаптований переклад для дітей середнього шкільного віку). Переклад з російської: ?; художник: Ю. Ландін. Харків: Фактор/Віват, 2008. 128 стор. іл. (Серія «Чарівний ліхтар»). ISBN 978-966-312-766-8